# Cottonwood (Arizona)
Pour les articles homonymes, voir Cottonwood.
Cottonwood est une ville située dans le comté de Yavapai dans l'État de l'Arizona aux États-Unis. Selon l'estimation du Bureau de Recensement, la population y était de 11 171 habitants en 2006.

## Démographie
| 1950  | 1960  | 1970  | 1980  | 1990  | 2000  |
| ----- | ----- | ----- | ----- | ----- | ----- |
| 1 626 | 1 879 | 2 610 | 4 550 | 5 918 | 9 179 |

| 2010   | - | - | - | - | - |
| ------ | - | - | - | - | - |
| 11 491 | - | - | - | - | - |

## Annexe